# Королёв, Иосиф Дмитриевич
Иосиф Дмитриевич Королёв (1906—1987) — полковник Советской Армии, участник Великой Отечественной войны, Герой Советского Союза (1945).

## Биография
Иосиф Королёв родился 3 ноября 1906 года в деревне Юрасов Хутор (ныне — Севский район Брянской области). После окончания семи классов школы работал десятником на шахте. В 1928 году Королёв был призван на службу в Рабоче-крестьянскую Красную Армию. В 1933 году он окончил курсы усовершенствования командного состава. С 1943 года — на фронтах Великой Отечественной войны. Принимал участие в боях на Брянском, Центральном, 1-м, 2-м и 3-м Белорусском фронтах. В 1944 году Королёв окончил курсы «Выстрел».
К лету 1944 года майор Иосиф Королёв командовал 1348-м стрелковым полком 399-й стрелковой дивизии 48-й армии 1-го Белорусского фронта. В конце июня 1944 года полк Королёв прорвал немецкую оборону в районе Рогачёва и перерезал железную дорогу Брянск-Бобруйск, а затем успешно форсировал Березину и ворвался в Бобруйск. 4 июля 1944 года полк вышел на пересечение дорог Минск-Бобруйск и Минск-Барановичи, окружив немецкие части, в результате чего несколько сотен солдат и офицеров противника было уничтожено, ещё более тысячи было взято в плен. 3 сентября 1944 года полк прорвал немецкую оборону в районе населённого пункта Рынек Мазовецкого воеводства Польши, пройдя с боями более 30 километров, уничтожив 5 танков, 11 автомашин, 8 орудий, 3 тягача, 6 складов и более 400 солдат и офицеров противника. 4 сентября 1944 года полк Королёва в числе первых в дивизии переправился через Нарев и захватил плацдарм, отбив за день 8 немецких контратак.
Указом Президиума Верховного Совета СССР от 24 марта 1945 года за «мужество и героизм, проявленные при форсировании реки Нарев и удержании плацдарма на её западном берегу» майор Иосиф Королёв был удостоен высокого звания Героя Советского Союза с вручением ордена Ленина и медали «Золотая Звезда».
Участвовал в боях советско-японской войны. После её окончания Королёв продолжил службу в Советской Армии. В 1957 году в звании полковника он был уволен в запас. Проживал и работал в Кременчуге. Умер 4 апреля 1987 года. Похоронен на Новогородском кладбище в Кременчуге.
Был награждён двумя орденами Ленина, тремя орденами Красного Знамени, орденами Суворова 3-й степени, Отечественной войны 1-й и 2-й степеней, Красной Звезды, рядом медалей.